# Andreas von Tuhr

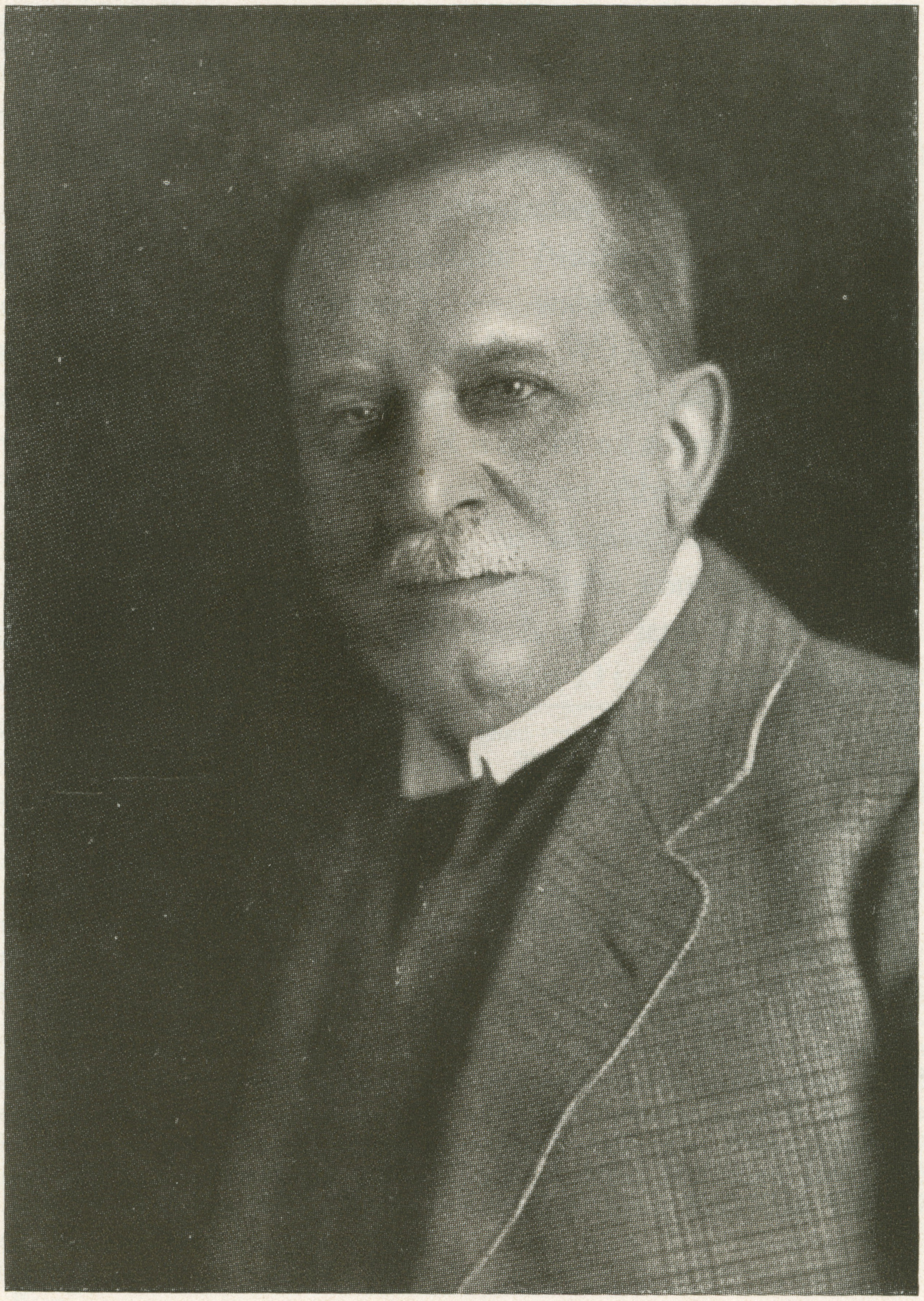
Andreas von Tuhr

Andreas von Tuhr (* 14. Februar 1864 in Sankt Petersburg; † 16. Dezember 1925 in Zürich) war ein russlanddeutscher Jurist, der das Zivilrecht maßgeblich beeinflusste.

## Leben und Werk
Tuhrs Vater war kaiserlich russischer Staatsrat und Senator. 1881 war er an der Kaiserlichen Universität Dorpat immatrikuliert. Als die Familie später nach Baden-Baden gezogen war, studierte  v. Tuhr an der Ruprecht-Karls-Universität Heidelberg, der Universität Leipzig und der Kaiser-Wilhelms-Universität Straßburg. In dieser Zeit wurde er durch die Vorstellungen von Bernhard Windscheid und Ernst Bekker beeinflusst. In Heidelberg promovierte er 1885 summa cum laude zum Dr. iur. 1888 habilitierte er sich für Römisches Recht und Zivilrecht. An der Universität Basel übernahm er 1891 ein Ordinariat. 1898 folgte er dem Ruf der Kaiser-Wilhelms-Universität Straßburg. Bis zu ihrer Schließung am 2. Dezember 1918 war er ihr letzter Rektor.
Der Erste Weltkrieg brachte von Tuhr großes Leid. Trotz aller Anfeindungen behielt er neben der deutschen auch die russische Staatsbürgerschaft. Durch den Krieg verlor er mehrere Verwandte und seinen Familienbesitz in Russland. Nach dem Waffenstillstand von Compiègne (1918) wurde er wie viele deutsche Hochschullehrer von der Dritten Französischen Republik aus dem Reichsland Elsass-Lothringen ausgewiesen. Nach einem Zwischenspiel an der Friedrichs-Universität Halle kam er im Januar 1920 als erster Professor für Römisches Recht und Zivilrecht an die Universität Köln; sie war als Ersatz für die Straßburger Universität neu gegründet worden. Mit 56 Jahren folgte er 1920 noch dem Ruf der Universität Zürich.

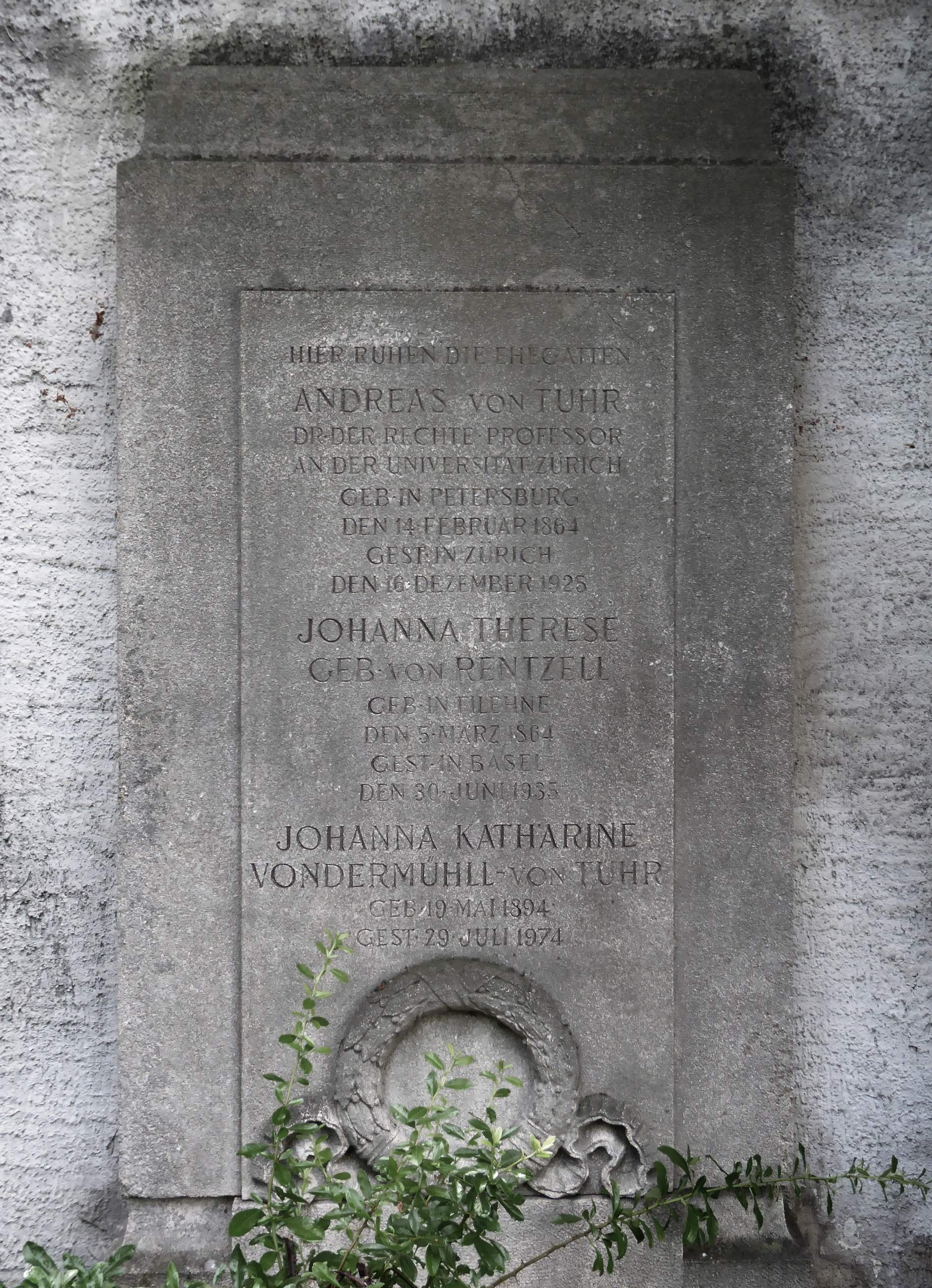
Grab auf dem Wolfgottesacker in Basel.

Tuhr gilt als einer der bedeutendsten Rechtswissenschaftler seiner Zeit. Seine Werke wurden in mehrere Sprachen übersetzt und hatten internationale Bedeutung. Die Universität Kyōto hat ihre Bibliothek für Zivilrecht nach ihm benannt.
Andreas von Thur war mit aus Wieleń stammenden Johanna Therese, geborene Rentzell (* 5. März 1864 in Filehne; † 30. Juni 1935 in Basel) verheiratet. Ihre gemeinsame Tochter war die Künstlerin und Schriftstellerin Johanna von der Mühll-von Thur. Seine letzte Ruhestätte fand er auf dem Wolfgottesacker in Basel.

## Veröffentlichungen
- Der Nothstand im Civilrecht (1888)
- Zur Schätzung des Schadens in der Lex Aquilia (1892)
- Actio de in rem verso; zugleich ein Beitrag zur Lehre von der Geschäftsführung (1895)
- Zur Lehre von den abstrakten Schuldverträgen nach dem BGB (1903)
- Zur Lehre von der Anweisung (1906)
- Der allgemeine Teil des deutschen bürgerlichen Rechts (1910–1918)
- Allgemeiner Teil des schweizerischen Obligationenrechts (1924–1925)
- Jus und Johanna : Liebesbriefe eines Juristen (1938, hg. von J. K. von der Mühll-von Tuhr)